# جون يونغ (لاعب كريكت بريطاني)
جون يونغ (24 مايو 1863 في المملكة المتحدة - 9 مايو 1933 في المملكة المتحدة)  (بالإنجليزية: John Young)‏ هو لاعب كريكت بريطاني (وحمل سابقاً جنسية المملكة المتحدة لبريطانيا العظمى وأيرلندا). لعب مع نادي مقاطعة ديربيشاير للكريكت ‏.